# 무위험 수익률
무위험 수익률(無危險收益率, risk-free rate of return)이란 고정된 기간 동안 계획된 모든 상환의 의무를 다할 것으로 가정된 가상의 투자(무위험자산)의 수익률을 뜻한다. 무위험 수익률만큼의 수익은 어떠한 위험도 없이 달성할 수 있으므로, 위험을 내포한 다른 투자들은 투자자의 유치를 위해 이 무위험 수익률보다 더 높은 수익률을 보일 것으로 여겨진다.
실제로는 특정 통화에서의 무위험 수익률을 참조하는 경우 시장 참여자들은 디폴트의 위험이 무시할 수 있을 정도로 현저히 낮은 정부가 발행하는 국채의 만기수익률을 기준으로 삼는다. 예를 들어 미국 달러에서의 무위험 수익률은 미국 제로 쿠폰 단기 국채(T-bill)의 만기수익률이 주로 쓰인다.

## 같이 보기
- 자본자산 가격결정 모형
- 베타 (금융)